# Fachhochschule für öffentliche Verwaltung
Die Fachhochschulen für öffentliche Verwaltung (FHöV, auch Verwaltungsfachhochschulen) sind in Deutschland interne Fachhochschulen des Bundes und eines großen Teils der Länder. Sie dienen der Ausbildung der Anwärter für den gehobenen Dienst in der öffentlichen Verwaltung, indem sie die für die Berufsausübung notwendigen Fachkenntnisse und wissenschaftlichen Methoden sowie berufspraktische Fähigkeiten vermitteln.

## Praktische und theoretische Ausbildung
Die Ausbildung findet zum einen in fachtheoretischen Studien an den Fachhochschulen und zum anderen in fachpraktischen Abschnitten während Praktika bei verschiedenen Behörden statt. Die Studierenden stehen während ihrer Ausbildung in einem Beamtenverhältnis auf Widerruf und erhalten Anwärterbezüge. Sie führen als Dienstbezeichnung entweder die Amtsbezeichnung des Eingangsamtes mit dem Zusatz „Anwärter“ (z. B. „Regierungsinspektoranwärter“) oder eine Bezeichnung des Fachbereiches mit dem Zusatz (z. B. „Finanzanwärter“).
Die Auswahl an Ausbildungsrichtungen umfasst den größten Teil der nicht-technischen Laufbahnen im gehobenen Dienst der öffentlichen Verwaltung. So gibt es unter anderem Fachbereiche in den Richtungen Finanzen (Steuern und Zoll), Polizei, allgemeine innere Verwaltung, Forstwirtschaft und Rechtspflege (Rechtspfleger, Justizvollzug, Justizverwaltung und Württembergisches Amtsnotariat).

## Zugang zum Studium
Grundvoraussetzung ist ein Zeugnis, das den Hochschulzugang eröffnet, d. h. die Fachhochschulreife, die allgemeine oder fachgebundene Hochschulreife. Die Studiengänge an nahezu allen Verwaltungsfachhochschulen stehen, bis auf einigen der Hochschule für Wirtschaft und Recht Berlin, nur den Angehörigen von Behörden bzw. staatlichen Stellen offen. Daher ist die Einstellung in ein Beamtenverhältnis auf Widerruf durch eine Ausbildungsbehörde einer dienstherrenfähigen Körperschaft, Stiftung oder Anstalt des öffentlichen Rechts eine weitere Voraussetzung zur Aufnahme des Studiums. Die Ausbildungsstellen sind unterschiedlich, je nach Land und Verwaltungsrichtung. Das Studium gehört zur Ausbildung für den gehobenen Dienst in der öffentlichen Verwaltung (Laufbahnausbildung). Der Anwärter wird hierzu von seiner Behörde an eine Fachhochschule für öffentliche Verwaltung abgeordnet. Alternativ ist die Hochschule die Einstellungs- und Dienstbehörde und die Abordnung findet für die berufspraktischen Studienzeiten zu Ausbildungsbehörden statt (z. B. Studium der Allgemeinen Inneren Verwaltung an der HS Bund).

## Aufteilung des Studiums
Das Studium ist meist in die zwei oder drei Abschnitte Grund- und Hauptstudium und an einigen Fachhochschulen zusätzlich Abschlussstudium gegliedert, die durch Praktikaabschnitte voneinander getrennt sind. Es dauert je nach Land drei bzw. vier Jahre und endet mit der Verleihung eines Diplomgrades (FH), z. B. in der Fachrichtung Allgemeine Innere Verwaltung „Diplom-Verwaltungswirt (FH)“, der Fachrichtung Verwaltungsbetriebswirtschaftslehre „Diplom-Verwaltungsbetriebswirt (FH)“ in der Fachrichtung Steuerverwaltung „Diplom-Finanzwirt (FH)“, in der Justiz „Diplom-Rechtspfleger (FH)“ oder „Württembergischer Bezirksnotar“ (wobei Letzteres kein akademischer Grad, sondern eine staatliche Abschlussbezeichnung ist) sowie der Erlangung der beamtenrechtlichen Laufbahnbefähigung für die jeweilige Fachrichtung des gehobenen Dienstes.

## Studienreform
Im Zuge des Bologna-Prozesses werden die Studiengänge auf die Abschlüsse Bachelor und Master ausgerichtet. Der erste Studienabschluss wird dann zum „Bachelor of Arts (B.A.)“, „Bachelor of Laws (LL.B.)“ (Fachhochschule für Verwaltung Berlin), „Bachelor of Arts - Polizeivollzugsdienst/Police Service“ (Hochschule Villingen-Schwenningen) oder „Bachelor of Public Administration“ (B.P.A.) führen. An der Fachhochschule Nordhausen wurde ebenfalls seit 2003 ein Bachelorstudiengang für den gehobenen nichttechnischen Dienst (Öffentliche Betriebswirtschaft/Public Management, 7 Semester) zum Wintersemester eingeführt und zum Sommersemester 2007 um einen Masterstudiengang mit Zugang zum höheren Dienst (Public Management & Governance, 3 Semester) erweitert. In Baden-Württemberg begann der erste Bachelor-Studiengang zum Wintersemester 2007.

## Hochschulen des Bundes
- Hochschule des Bundes für öffentliche Verwaltung in Brühl
- Hochschule der Bundesagentur für Arbeit in Mannheim (Ausbildung beinhaltet keine Laufbahnprüfung)
- Hochschule der Deutschen Bundesbank in Hachenburg

## Hochschulen der Länder

### Baden-Württemberg
- Hochschule für öffentliche Verwaltung Kehl
- Hochschule für öffentliche Verwaltung und Finanzen Ludwigsburg
- Hochschule für Polizei Baden-Württemberg – Villingen-Schwenningen
- Hochschule für Rechtspflege Schwetzingen

### Bayern
- Hochschule für den öffentlichen Dienst in Bayern

### Berlin
- Hochschule für Wirtschaft und Recht Berlin (Vorgängerin: Fachhochschule für Verwaltung und Rechtspflege Berlin) (kein Beamtenstatus der Studenten im Fachbereich Allgemeiner Verwaltungsdienst)

### Brandenburg
- Technische Hochschule Wildau
- Fachhochschule für Finanzen des Landes Brandenburg in Königs Wusterhausen
- Hochschule der Polizei des Landes Brandenburg in Oranienburg

### Bremen
- Hochschule für Öffentliche Verwaltung Bremen

### Hamburg
- Fachhochschule für Öffentliche Verwaltung Hamburg (1978–2006)
  - Fachbereich Allgemeine Verwaltung ausgelagert an die Hochschule für Angewandte Wissenschaften Hamburg (seit 2005)
  - Fachbereich Finanzen an die Hochschule für Finanzen (seit 2010 Norddeutsche Akademie für Finanzen und Steuerrecht)
  - Fachbereich Polizei an die Hochschule der Polizei Hamburg (seit 2013 Akademie der Polizei Hamburg)

### Hessen
- Archivschule Marburg – Hochschule für Archivwissenschaft
- Hessische Hochschule für Finanzen und Rechtspflege
- Hessische Hochschule für Polizei und Verwaltung

### Mecklenburg-Vorpommern
- Fachhochschule für öffentliche Verwaltung, Polizei und Rechtspflege in Güstrow
- Landesschule für Brand- und Katastrophenschutz in Malchow

### Niedersachsen
Die staatliche Niedersächsische Fachhochschule für Verwaltung und Rechtspflege wurde zum 30. September 2007 aufgelöst. Nachfolgeeinrichtungen sind:
- Steuerakademie Niedersachsen mit Standorten in Bad Eilsen und Rinteln in staatlicher Trägerschaft
- Norddeutsche Hochschule für Rechtspflege am Standort Hildesheim in staatlicher Trägerschaft
- Polizeiakademie Niedersachsen an den Standorten Nienburg/Weser, Hann. Münden und Oldenburg in staatlicher Trägerschaft
- Kommunale Hochschule für Verwaltung in Niedersachsen am Standort Hannover in kommunaler Trägerschaft
- Hochschule Osnabrück am Standort Osnabrück in staatlicher Trägerschaft mit dem Studiengang „Öffentliche Verwaltung (Laufbahnbefähigung)“ für externe Bewerber. Kein Beamtenstatus

### Nordrhein-Westfalen
- Hochschule für Finanzen Nordrhein-Westfalen in Nordkirchen mit den Außenstellen Hamminkeln und Herford
- Hochschule für Polizei und öffentliche Verwaltung Nordrhein-Westfalen
  - Verbundabteilung Gelsenkirchen mit den Studienorten Gelsenkirchen, Hagen, Herne und der Außenstelle Dortmund
  - Verbundabteilung Münster mit den Studienorten Münster und Bielefeld
  - Verbundabteilung Duisburg mit den Studienorten Duisburg und der Außenstelle Mülheim an der Ruhr
  - Verbundabteilung Köln mit den Studienorten Köln und Aachen
- Fachhochschule für Rechtspflege Nordrhein-Westfalen in Bad Münstereifel

### Rheinland-Pfalz
- Hochschule für öffentliche Verwaltung Rheinland-Pfalz
- Hochschule für Finanzen Rheinland-Pfalz
- Hochschule der Polizei Rheinland-Pfalz

### Saarland
- Fachhochschule für Verwaltung des Saarlandes

### Sachsen
- Fachhochschule für öffentliche Verwaltung und Rechtspflege Meißen (interne Ausbildung, Beamtenstatus nicht in allen Fachbereichen)
- Hochschule der Sächsischen Polizei (FH)

### Sachsen-Anhalt
- Hochschule Harz, Fachbereich Verwaltungswissenschaften (nur externe Ausbildung, kein Beamtenstatus der Studenten)
- Fachhochschule Polizei Sachsen-Anhalt

### Schleswig-Holstein
- Fachhochschule für Verwaltung und Dienstleistung

Die Fachhochschule für Verwaltung und Dienstleistung ist eine Hochschule mit Standorten in Altenholz (Fachbereiche Steuerverwaltung, Allgemeine Verwaltung, Polizei) und in Reinfeld (Holstein) (Fachbereich Rentenversicherung).

### Thüringen
- Thüringer Fachhochschule für öffentliche Verwaltung
- Bildungszentrum der Thüringer Polizei
- Hochschule Nordhausen (nur externe Ausbildung, kein Beamtenstatus der Studenten)